# Fadhel Moussa
Fadhel Moussa, de son nom complet Mohamed Larbi Fadhel Moussa (arabe : محمد العربي فاضل موسى), est un homme politique, juriste, universitaire et avocat tunisien.
Membre de l'assemblée constituante dans la circonscription de l'Ariana de 2011 à 2014, en tant que représentant du Pôle démocratique moderniste puis de la Voie démocratique et sociale, il devient maire de l'Ariana de 2018 à 2023.

## Biographie
Il est professeur de l'enseignement supérieur, chercheur dans les universités tunisiennes et professeur visiteur dans des universités étrangères à partir de 1992. Il est par ailleurs doyen de la faculté des sciences juridiques, politiques et sociales de Tunis de 2008 à 2014,. C'est aussi un expert international auprès de multiples organisations internationales et un avocat inscrit au barreau de Tunis.
Il est le directeur des programmes et des stages au sein de l'Organisation internationale de droit du développement à Rome, de 2004 à 2006, et dans le centre régional arabe de l'organisation basé au Caire, de 2006 à 2008.
Il devient un militant des droits de l'homme actif dans plusieurs associations nationales et internationales et au sein de multiples associations sportives et culturelles. Il participe à plusieurs forums et conférences internationaux dans différents domaines, comme le droit constitutionnel et les sciences politiques.
il est élu membre de l'assemblée constituante, le 23 octobre 2011. Il représente le Pôle démocratique moderniste puis la Voie démocratique et sociale dans la circonscription de l'Ariana. Président de la commission de la magistrature judiciaire, administrative, financière et constitutionnelle, il perd l'élection du rapporteur de la commission chargée de la rédaction de la Constitution, obtenant 83 voix contre 114 pour Habib Khedher, membre du mouvement islamiste Ennahdha.
Fadhel Moussa est par ailleurs membre du bureau politique de la Voie démocratique et sociale et son secrétaire national chargé des études et des initiatives juridiques et constitutionnelles. En novembre 2014, il démissionne de son parti pour consacrer son temps à la recherche scientifique.  
À l'occasion des élections municipales de 2018, il annonce son retour à la vie politique puis il préside la liste Al Afdhel (Le Meilleur) à l'Ariana,, qui arrive en tête selon des sondages à la sortie des urnes,. Le 26 juin, il est élu à la tête du Conseil municipal.

## Distinctions
En 2014, il est décoré des insignes de chevalier de l'Ordre national du Mérite.

## Publications
Il compte à son actif plusieurs publications et études dont :
- Fadhel Moussa, La Tunisie et le droit de la mer, Tunis, Imprimerie officielle de la République tunisienne, 1981, 144 p. (OCLC 8589350).
- (ar + fr) Fadhel Moussa (dir.), Lexique des termes juridiques français-arabe, Carthage, Beït El Hikma, 1993, 671 p.
- Fadhel Moussa (dir.), La réforme de la justice administrative : les lois nos  38, 39 et 40 du 3 juin 1996, actes du colloque organisé du 27 au 29 novembre 1996, Tunis, Centre de publication universitaire, 1997, 320 p. (OCLC 40644550).
- Hatem Mrad (dir.) et Fadhel Moussa (dir.), La transition démocratique à la lumière des expériences comparées : colloque international tenu le 5-6 et 7 mai 2011 à Tunis, Tunis, Université de Carthage, 2012, 323 p. (OCLC 949172312).
- Collectif, Tunisie dix ans et dans dix ans, Tunis, Leaders, 2021[14].